# Željko Trajković
Željko Trajković –en serbio, Жељко Трајковић– (8 de octubre de 1966) es un deportista yugoslavo que compitió en lucha grecorromana. Ganó una medalla de bronce en el Campeonato Mundial de Lucha de 1990, en la categoría de 74 kg.

## Palmarés internacional
| Campeonato Mundial | Campeonato Mundial | Campeonato Mundial | Campeonato Mundial |
| Año                | Lugar              | Medalla            | Categoría          |
| ------------------ | ------------------ | ------------------ | ------------------ |
| 1990               | Ostia (Italia)     | Medalla de bronce  | 74 kg              |